# Готен, Людовик
Людовик Готен (фр. Ludovic Gotin; 25 июля 1985, Абимес) — гваделупский футболист, нападающий клуба «Клуб Спортиф Мульен». Выступает за национальную сборную Гваделупы.

## Биография

### Клубная карьера
В сезоне 2004/05 был обладателем звания лучший бомбардир с командой «Мульен», в которой он начал профессиональную карьеру. В 2005 году перешёл во французский клуб «Авион», но закрепится не смог и вернулся в Гваделупу в свой первый клуб. С «Мульеном» дважды выиграл Кубок Франции в зоне Гваделупы в 2006 и 2007. В 2008 выиграл Кубок Гваделупы обыграв «Бэ-Мао» (1:0).

### Карьера в сборной
Готен был приглашён в сборную Гваделупы на Золотой кубок КОНКАКАФ в 2007 году, он отметился двумя голами.